# 2014 en sports équestres
Chronologie des sports équestres
- 2013 en sports équestres - 2014 en sports équestres - 2015 en sports équestres

Cet article présente les faits marquants de l'année 2014 en sports équestres.

## Événements

### Janvier
- 1er janvier : la Suisse interdit la rollkür (en compétition et entrainement), en tant que pratique visant à « obliger le cheval à maintenir son encolure en hyperflexion »[1].
- 15 janvier au 19 janvier : festival équestre Cheval Passion à Avignon (France).
- 19 janvier : l'Angleterre remporte la coupe du monde de polo sur neige, en battant en finale l'équipe de Hong Kong (5 à 6)[2].

### Avril
- 16 avril au 20 avril : finale de la coupe du monde de saut d'obstacles 2013-2014 remportée par l'allemand Daniel Deusser sur  Cornet d’Amour[3] et de la coupe du monde de dressage, à Lyon (France)[4].

### Mai
- 23 au 25 mai : scandales au CEIO*** de Compiègne. La photographie d'une jument maigre suscite l'indignation, une autre jument meurt pendant cette épreuve d'Endurance[5].

### Juillet
- 10 juillet : l'Allemagne remporte les championnats d’Europe jeunes de dressage par équipe[6].

### Août
- 23 août au 7 septembre : jeux équestres mondiaux de 2014 en Normandie[7].

### Septembre
- 25 au 28 septembre : championnats de France Master Pro de saut d'obstacles, à Fontainebleau [8].
- 28 septembre : L'Allemagne remporte le Championnat du monde d'attelage à un cheval à Izsák en Hongrie. L'équipe de France composée de Renaud Vinck, Marion Vignaud et Anne-Violaine Brisou, est vice-championne du monde[9].

### Octobre
- 9 au 12 octobre : finale de la coupe des nations de saut d'obstacles 2014, à Barcelone (Espagne)[10].
- 10 au 12 octobre : championnats de France Master Pro de Dressage, à Yvré-l'Évêque[11].

### Décembre
- 14 décembre 2015 :  le belge Ingmar de Vos est élu 14e président de la Fédération équestre internationale succédant à la princesse Haya de Jordanie [12].